# Andréi Golovkó
Andréi Golovkó –en ruso, Андрей Головко– es un deportista soviético que compitió en lucha libre. Ganó una medalla de plata en el Campeonato Europeo de Lucha de 1991, en la categoría de 100 kg.

## Palmarés internacional
| Campeonato Europeo | Campeonato Europeo   | Campeonato Europeo | Campeonato Europeo |
| Año                | Lugar                | Medalla            | Categoría          |
| ------------------ | -------------------- | ------------------ | ------------------ |
| 1991               | Stuttgart (Alemania) | Medalla de plata   | 100 kg             |